# Calle de Claudio Coello
La calle de Claudio Coello es una vía de la ciudad de Madrid en el distrito de Salamanca. Comienza en la calle de Alcalá, a unos metros de la Puerta de Alcalá, y se extiende en línea recta hasta la de calle de María de Molina, en dirección sur-norte. Está dedicada a Claudio Coello, pintor de cámara de Carlos II.

## Historia
Varios cronistas coinciden en señalar esta calle como la segunda que se urbanizó con la construcción de los primeros edificios del barrio de Salamanca, en los últimos días del reinado de Isabel II, y ocupando la manzana comprendida entre las calles Jorge Juan y Villanueva –extendiéndose hasta Goya–, con la de Serrano como paralela a esta de Claudio Coello.

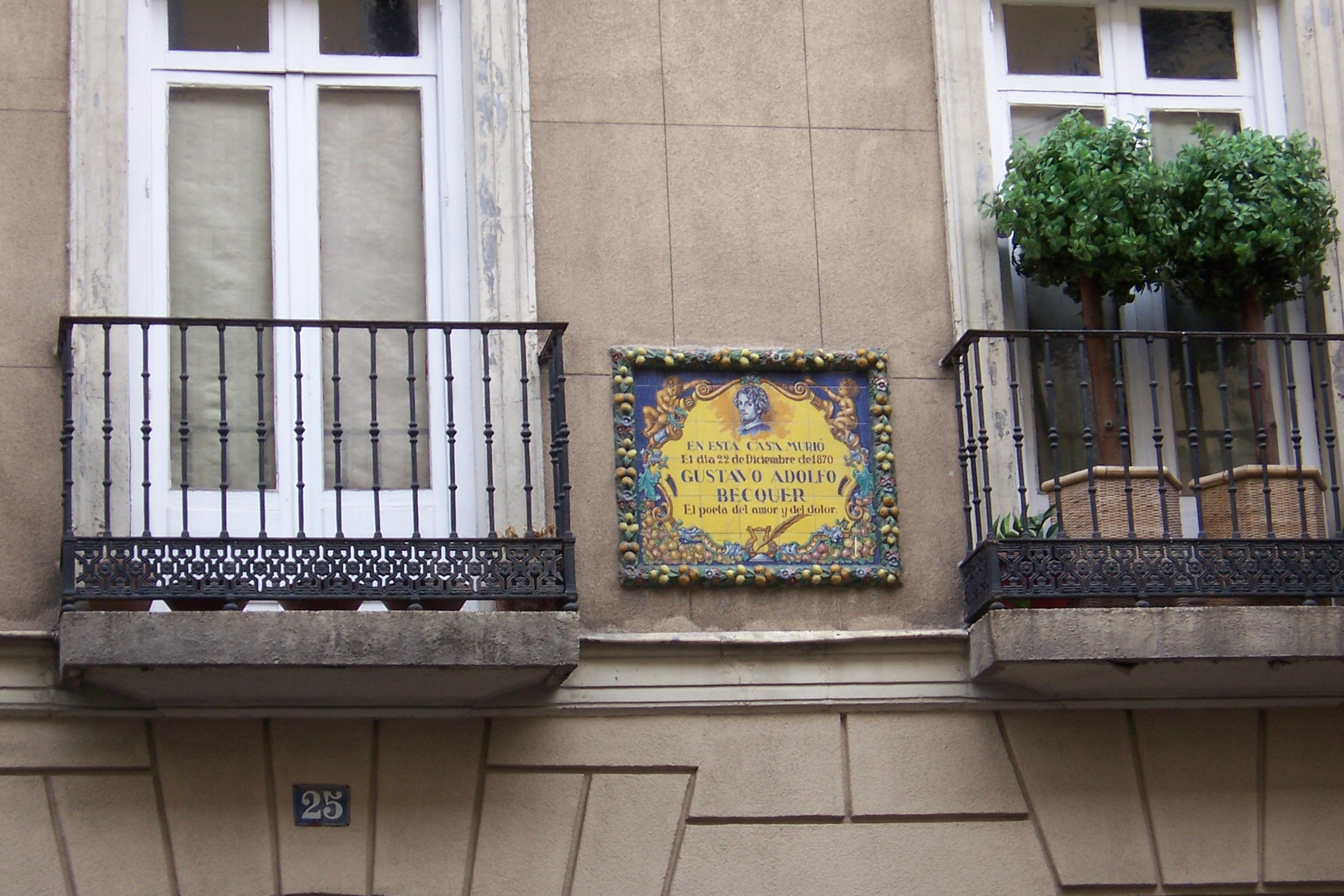
Placa en memoria de Gustavo Adolfo Becquer.

Entre sus ilustres vecinos puede destacarse al poeta Gustavo Adolfo Bécquer, que vivió y murió en la vivienda en que había sido acogida su familia en el antiguo número 7 (el 25 en el siglo xxi). También se mencionan como vecinos de interés a Ramón Rodríguez Correa, periodista y amigo de Bécquer; a Juan Bautista Alonso, presidente del Consejo de Estado que murió en el número 26 el 5 de diciembre de 1879; al poeta José Selgas, fallecido el 5 de febrero de 1882 en su casa del número 38; así como, ya en el siglo xx, el dramaturgo Guillermo Fernández-Shaw. Fallecido a la altura del n.º 104 de esta calle el 20 de diciembre de 1973, aunque no vecino de ella, fue Luis Carrero Blanco, víctima junto con su séquito de la llamada «Operación Ogro», en los últimos años del franquismo.

## Edificios notables
Entre los edificios religiosos que se construyeron en esta calle, cabe mencionar el convento de Santo Domingo el Real, edificio de ladrillo  con iglesia de cúpula achatada, obra de Vicente Carrasco en 1882; el hospital e iglesia de San Andrés de los Flamencos, inaugurados en 1884, y herederos del fundado en 1606 por Carlos Ambrosio en la calle de San Marcos; el asilo de huérfanos del Sagrado Corazón de Jesús, concluido en 1886 según diseño neogótico de Francisco de Cubas; y en el número 78 se montó el hospital de San Luis de los Franceses, que antes estuvo en la calle de las Tres Cruces.
También puede anotarse la estructura del mercado de la Paz, primer mercado del barrio de Salamanca, levantado en los terrenos propiedad de Jaime Girona hacia 1885. Se conserva rehabilitado y adaptado, con entradas también por la calle Ayala y la calle Lagasca.
Aunque casi invisibles desde el exterior, algunos de los primeros edificios construidos en esta calle disponen de un conjunto de patios interiores o patios de manzana, cuya singular disposición ha merecido la denominación de Jardines de Interés Histórico, con nivel 1 de protección; fueron espacios públicos hasta su privatización en 1885.

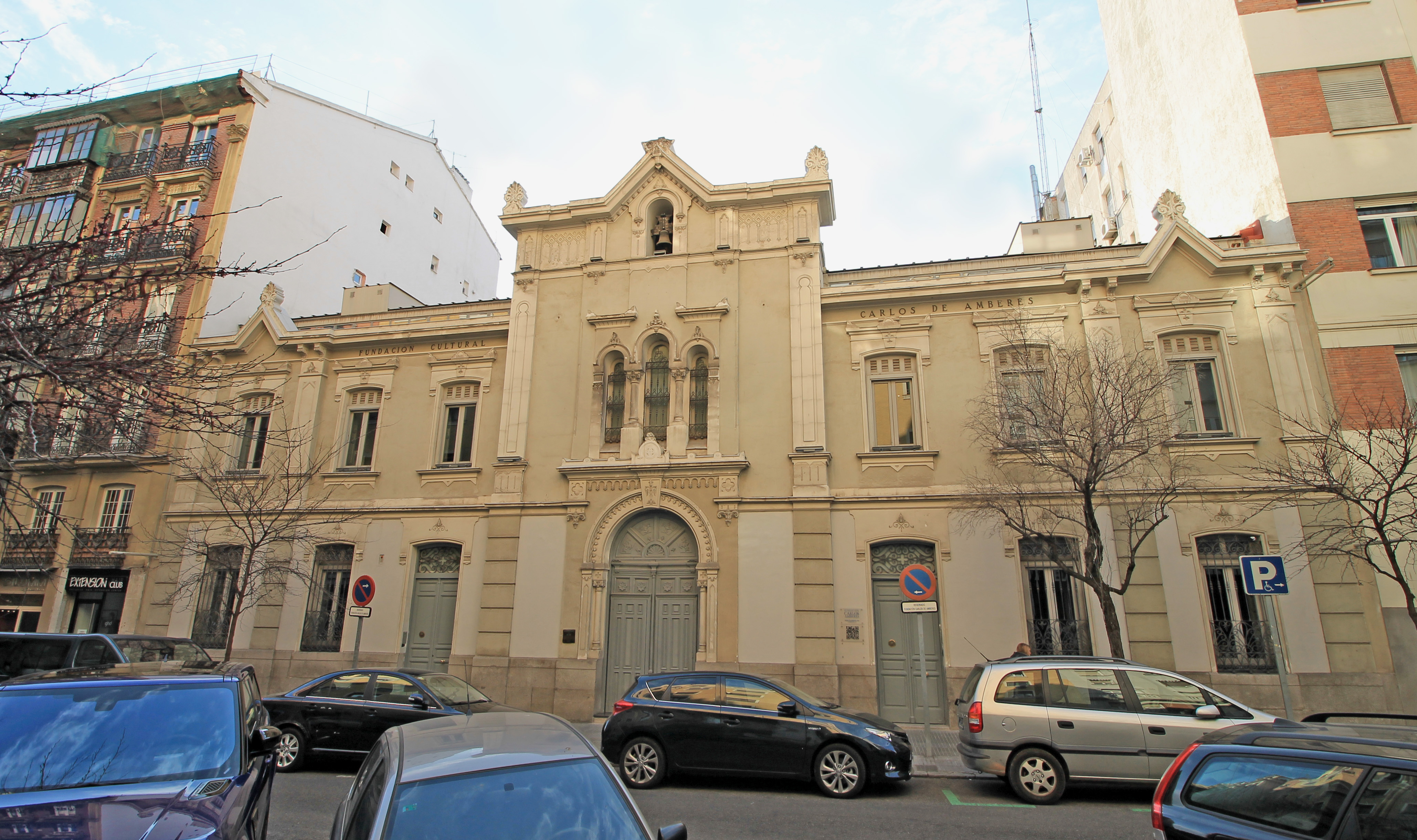
Núm. 99
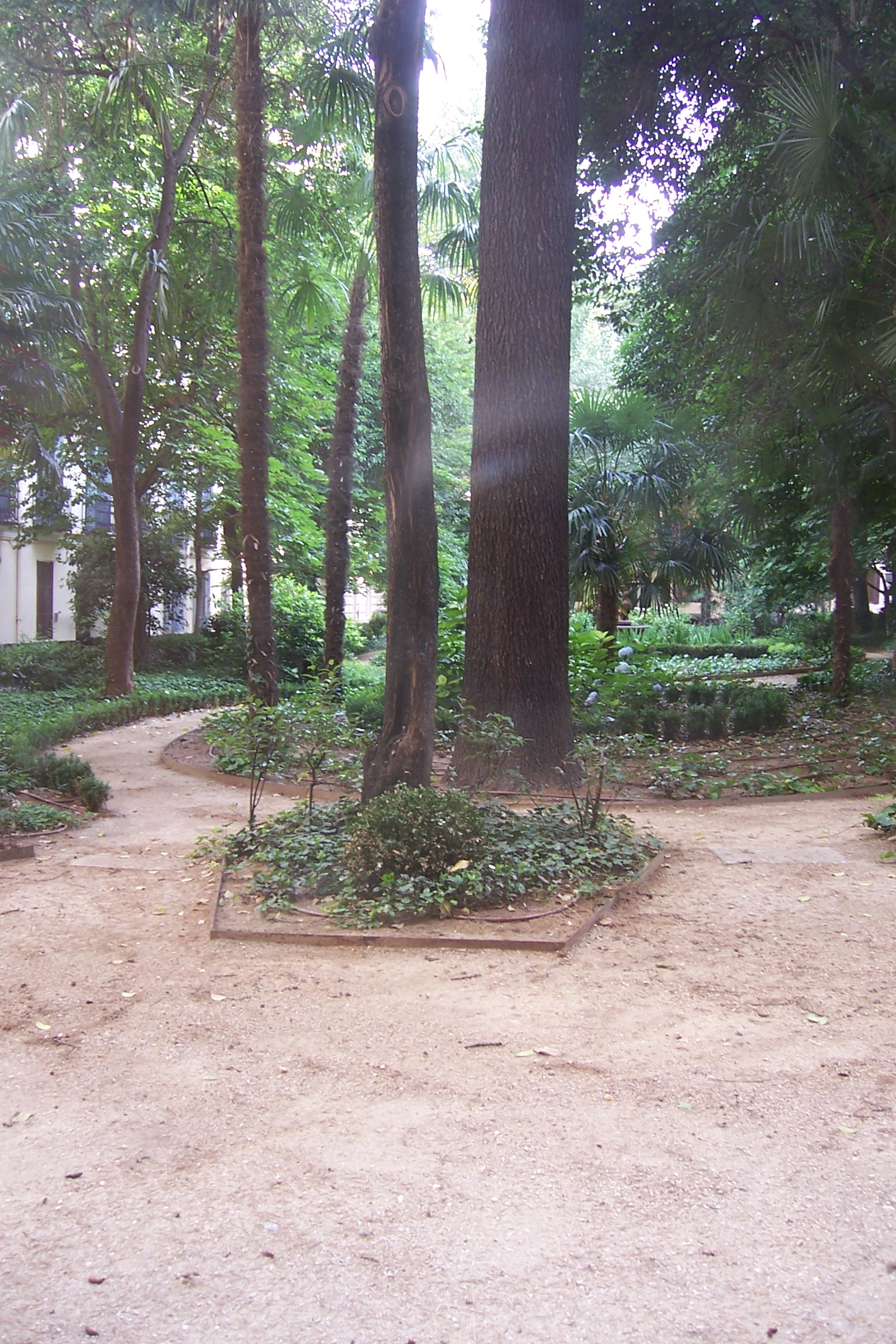
Patios de manzana
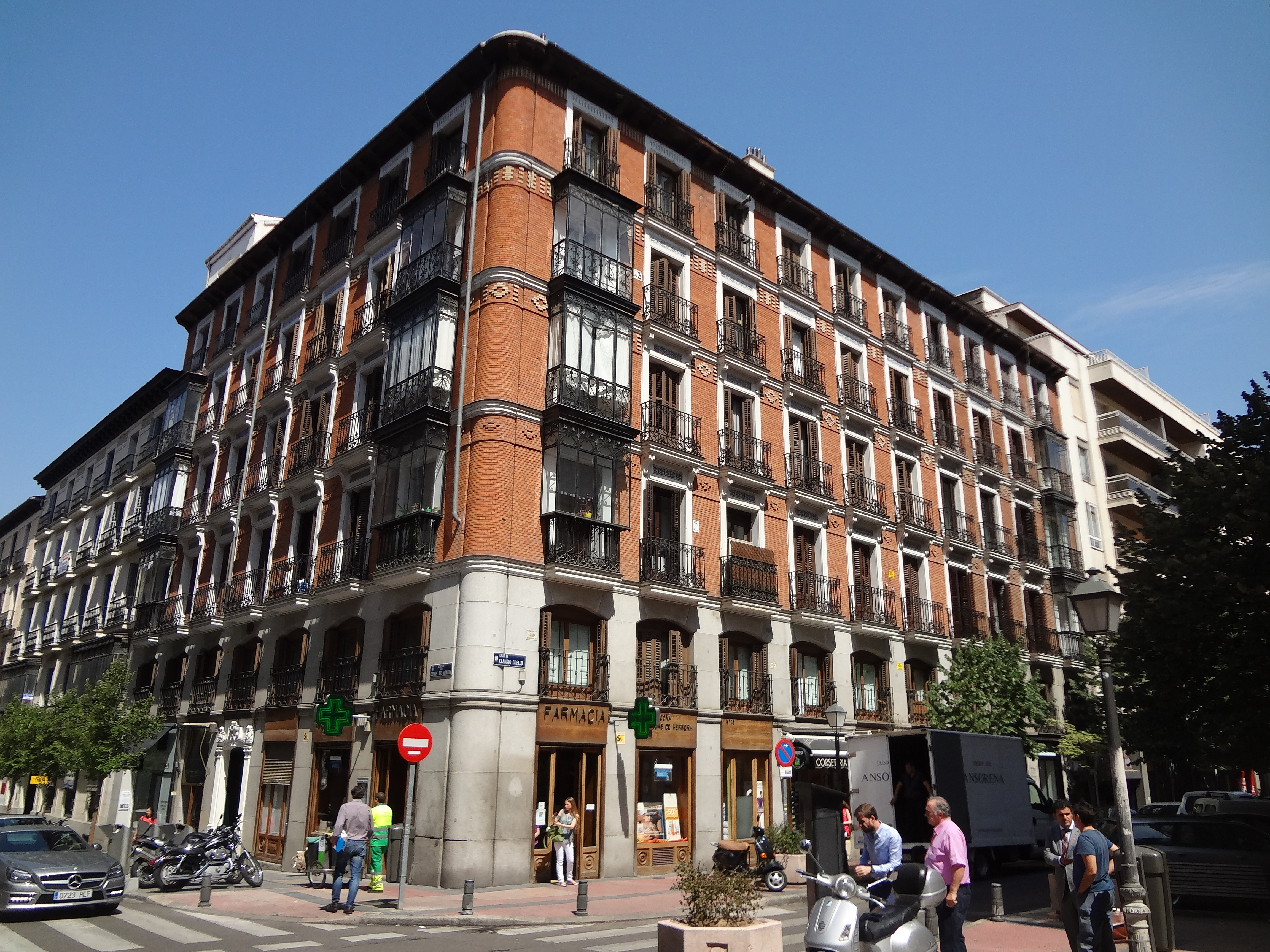
Núms. 15-17 (COAM F2.46)